# نورس البواقي
نورس البواقي[بحاجة لمصدر] (الاسم العلمي: Ichthyaetus relictus) (بالإنجليزية: relict gull)‏ هو نوع من الطيور يتبع جنس نورس السمك من الفصيلة النورسية.